# Jesper Lund Madsen
Jesper Lund Madsen (* 1974 in Roskilde) ist ein dänischer Comiczeichner, der für seine Arbeit bei Disney bekannt wurde. Vorbild Madsens ist Carl Barks.

## Leben
Madsen wurde 1974 im dänischen Roskilde geboren und zeichnete bereits in seiner Kindheit. Sein Vater war Sammler von Disney-Magazinen, sodass der Zeichner mit Disneyfiguren aufwuchs. Madsen war 14 Jahre alt, als das dänische Micky-Maus-Magazin im März 1989 sein 40. Jubiläum feierte und einen Zeichenwettbewerb veranstaltete. Der 14-Jährige und ein Schulfreund schrieben und zeichneten eine Geschichte über den Goldenen Helm, von dem eine der Barksschen Geschichten handelt, woraufhin sie als Gewinner ausgesucht wurden und als Preis eine Reise für die gesamte Schulklasse nach Florida gewannen.
Madsen beendete die Schule, leistete Militärdienst und versuchte sich in vielen verschiedenen Jobs. Nach der Entscheidung 1995, Disneyzeichner werden zu wollen, stellte Egmont ihn ein und beorderte Peter Härdfeldt zum Lehrer. Im Jahr 2000 lehrte Fernando Güell ihn, woraufhin er heute für das Micky-Maus-Magazin arbeitet.